# Мокричник залозистоволосистий
Мокричник залозистоволосистий або мінуарція залозистоволосиста (Minuartia adenotricha) — вид трав'янистих рослин родини гвоздичні (Caryophyllaceae). Поширений у Болгарії й Криму. Етимологія: дав.-гр. αδην — «залоза», лат. o — сполучна голосна, дав.-гр. ϑριξ — «волосся, щетина».

## Опис
Багаторічна рослина 5–10 см заввишки. Чашолистки яйцевидо-ланцетні, з однією жилкою, трав'янисті, 4–5 мм завдовжки. Пелюстки та коробочки майже рівні за довжиною з чашолистками. Листки ниткоподібно-шиловиді, 7–10 мм завдовжки. Рослини запушені короткими залозистими волосками.

## Поширення
Європа: Болгарія, Україна — Крим.
В Україні зростає на скелях — у Криму, спорадично. Входить до переліків видів, які перебувають під загрозою зникнення на територіях АРК і м. Севастополя.